# 泰尔内

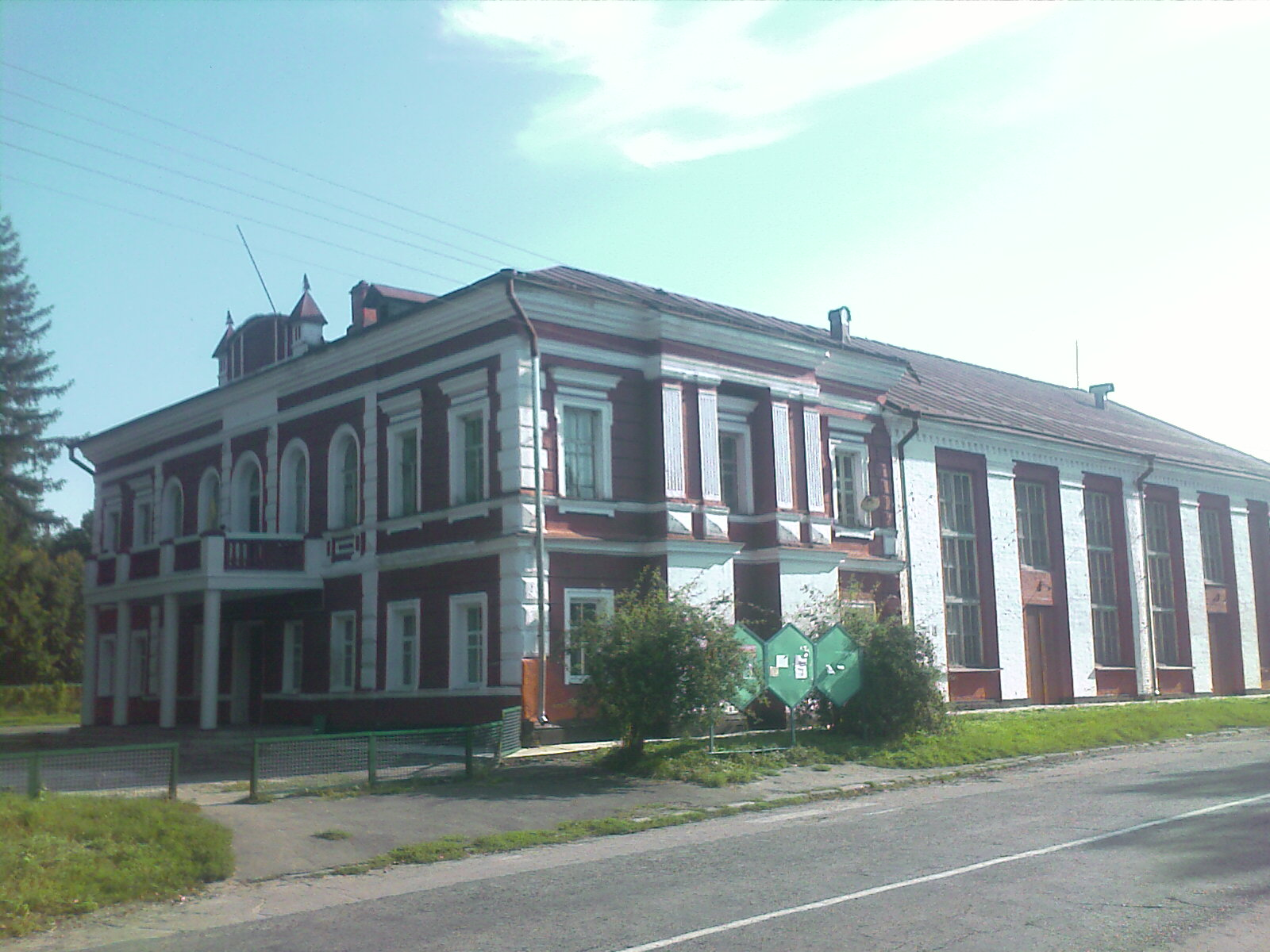
当地学校

泰尔内（羅馬化：Terny），又按俄语名译为捷尔内，是烏克蘭北部蘇梅州羅姆內區内德里海利夫市镇的鎮，分別距離州府蘇梅63公里和市鎮行政中心内德里海利夫21公里，處於捷爾恩河畔，始建於1643年，2001年人口3,817、2014年人口3,433。

## 備注
1. ↑  俄語：